# Armonk
Armonk es un lugar designado por el censo ubicado en el condado de Westchester en el estado estadounidense de Nueva York. En el año 2000 tenía una población de 3461 habitantes y una densidad poblacional de 219.7 personas por kilómetro cuadrado. Armonk se encuentra ubicado dentro del pueblo de North Castle.

## Geografía
Armonk se encuentra ubicado en las coordenadas 41°7′43″N 73°42′28″O / 41.12861, -73.70778. Según la Oficina del Censo, la ciudad tiene un área total de 15,8 km² (6,1 mi²), de la cual 15,7 km² (6,1 mi²) es tierra y 0,1 km² (0 mi²) (0.65 %) es agua.

## Demografía
Según la Oficina del Censo, en 2000 los ingresos medios por hogar en la localidad eran de US$108 508, y los ingresos medios por familia eran de US$122 066. Los hombres tenían unos ingresos medios de US$86 779, frente a los US$50 179 de las mujeres. La renta per cápita para la localidad era de US$64 157. Alrededor del 0 % de la población estaban por debajo del umbral de pobreza.